# Gothique mosan
 (juin 2017).
Si vous disposez d'ouvrages ou d'articles de référence ou si vous connaissez des sites web de qualité traitant du thème abordé ici, merci de compléter l'article en donnant les références utiles à sa vérifiabilité et en les liant à la section « Notes et références ».

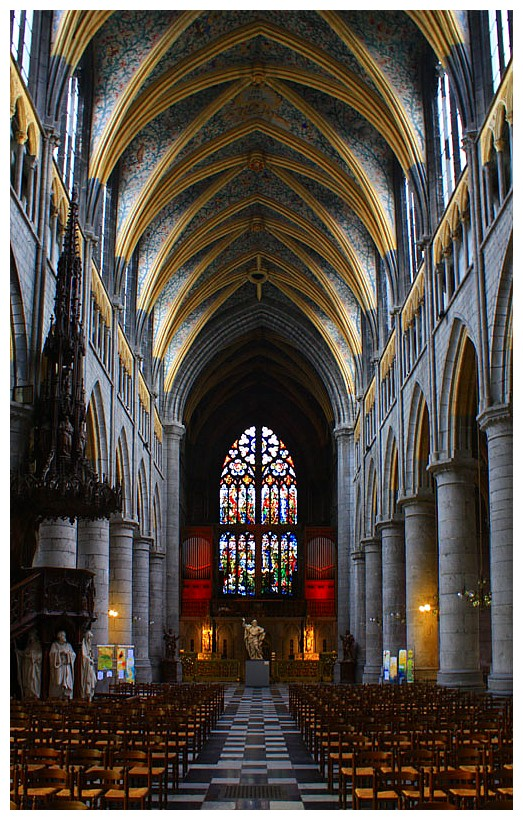
Intérieur de la nef de la cathédrale Saint-Paul de Liège, vue vers le narthex, en pierre bleue de Meuse avec des arcs en tuffeau jaune d'or de Maastricht.

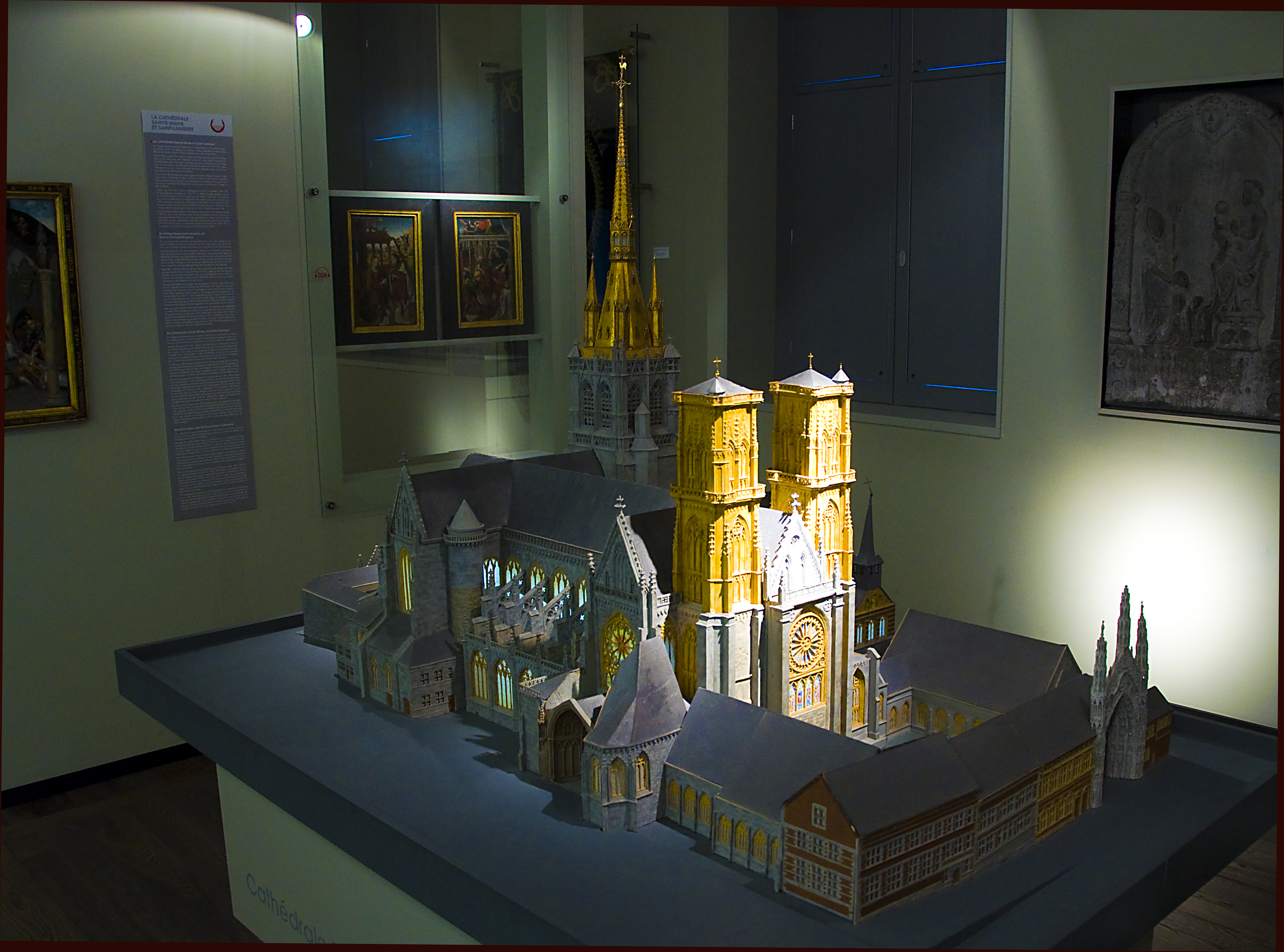
Maquette de la cathédrale Notre-Dame-et-Saint-Lambert de Liège, aujourd'hui disparue. Elle était le monument majeur du gothique mosan.

Le gothique mosan est le nom d'un style local de l'architecture gothique qui s'est développé dans la principauté de Liège du XIIIe au XVIe siècle. 

## Caractéristiques
Cette architecture est caractérisée par l'emploi de colonnes rondes assez légères et élancées, avec chapiteaux octogonaux décorés de feuilles stylisées. Les fenêtres du chœur s'étendent fréquemment sur une grande partie de la hauteur entre le sol et la voûte lorsque le chœur est dépourvu de déambulatoire. Les églises sont construites le plus souvent en pierre bleue de Meuse et en tuffeau de Maastricht (dont la couleur varie du blond clair au jaune d'or intense), la brique rouge est aussi parfois utilisée (surtout pour les voutains). Les couleurs et les textures de ces trois matériaux forment de beaux accords, bien mis en valeur pour certains monuments du gothique mosan. Il y a quelques similitudes avec le gothique brabançon, et les deux styles sont parfois traités comme des subdivisions d'un même style plus large: le gothique de la région des anciens Pays Bas, qui connait d'importantes variations locales. Le gothique mosan est cependant plus précoce et reste bien plus proche des modèles français du gothique rayonnant puis flamboyant.

## Histoire
Le développement de l'architecture gothique française dans la vallée de la Meuse est comme en Allemagne assez tardif. Jusqu'au milieu du XIIIe siècle, la région reste fidèle au style roman même si à la fin du XIIe siècle le portail de la basilique Saint-Servais présente toutes les caractéristiques du gothique. Cette variante régionale du style gothique rayonnant et international a commencé au XIIIe siècle dans la région mosane avec la construction d'églises monastiques et paroissiales relativement simples, comme l'église dominicaine, l'église des frères mineurs et l'église Saint-Jean, à Maastricht. On peut également inclure dans ce groupe, l'église des frères mineurs (maintenant église Saint-Nicolas) d'Aix-la-Chapelle. 
Le gothique mosan partage avec le gothique scaldien, plus primitif, le choix des colonnes rondes et l'usage de la pierre bleue, mais les similitudes entre ces deux styles s'arrêtent là. Contrairement au gothique scaldien, le gothique mosan a entièrement embrassé d'emblée les formes et les techniques du gothique français sous sa forme la plus développée, avec toute sa légèreté et sa finesse architecturale, en abandonnant entièrement les formes de l'architecture romane. La cathédrale de Soissons, avec ses légères colonnes soissonnaises notamment, et la Sainte-Chapelle de Paris, pour la conception de son chevet, semblent avoir compté parmi les modèles français les plus influents sur le développement du gothique mosan. Le style mosan présente également des traits communs notables avec le gothique champenois et lorrain, qui fut le premier à s'implanter dans les terres d'Empire romanophones (dont faisait partie également la principauté de Liège), en particulier la cathédrale de Toul et la basilique Saint-Vincent de Metz, dont on perçoit le mieux l'influence dans le chœur de Notre-Dame de Huy.
Le monument phare du gothique mosan était bien sûr la cathédrale Notre-Dame-et-Saint-Lambert de Liège, aujourd'hui disparue. Cette grande cathédrale était le symbole du pouvoir des prince-évêques, souverains de la principauté de Liège. C'est sur le chantier de cette cathédrale, démarré après l'incendie de 1185 et qui dura plusieurs siècles, que les artisans locaux se formèrent aux avancées successives de l'art français, en l'adaptant à un style local, pour ensuite répandre ce style sur tout le territoire de la principauté. Elle a été détruite lors de la révolution liégeoise en 1794. 
De nos jours les monuments emblématiques de ce style sont trois grandes églises subsistantes de Liège : la cathédrale Saint-Paul, la basilique Saint-Martin et l'église Saint-Jacques. Il faut y ajouter la collégiale Notre-Dame de Huy, la collégiale Notre-Dame de Dinant et la basilique du Saint-Sacrement de Meerssen. La basilique Notre-Dame de Tongres présente également quelques aspects du gothique brabançon. À Maastricht, le cloître de la basilique Notre-Dame, construit autour de 1560, présente une forme très tardive du style gothique.

## Galerie

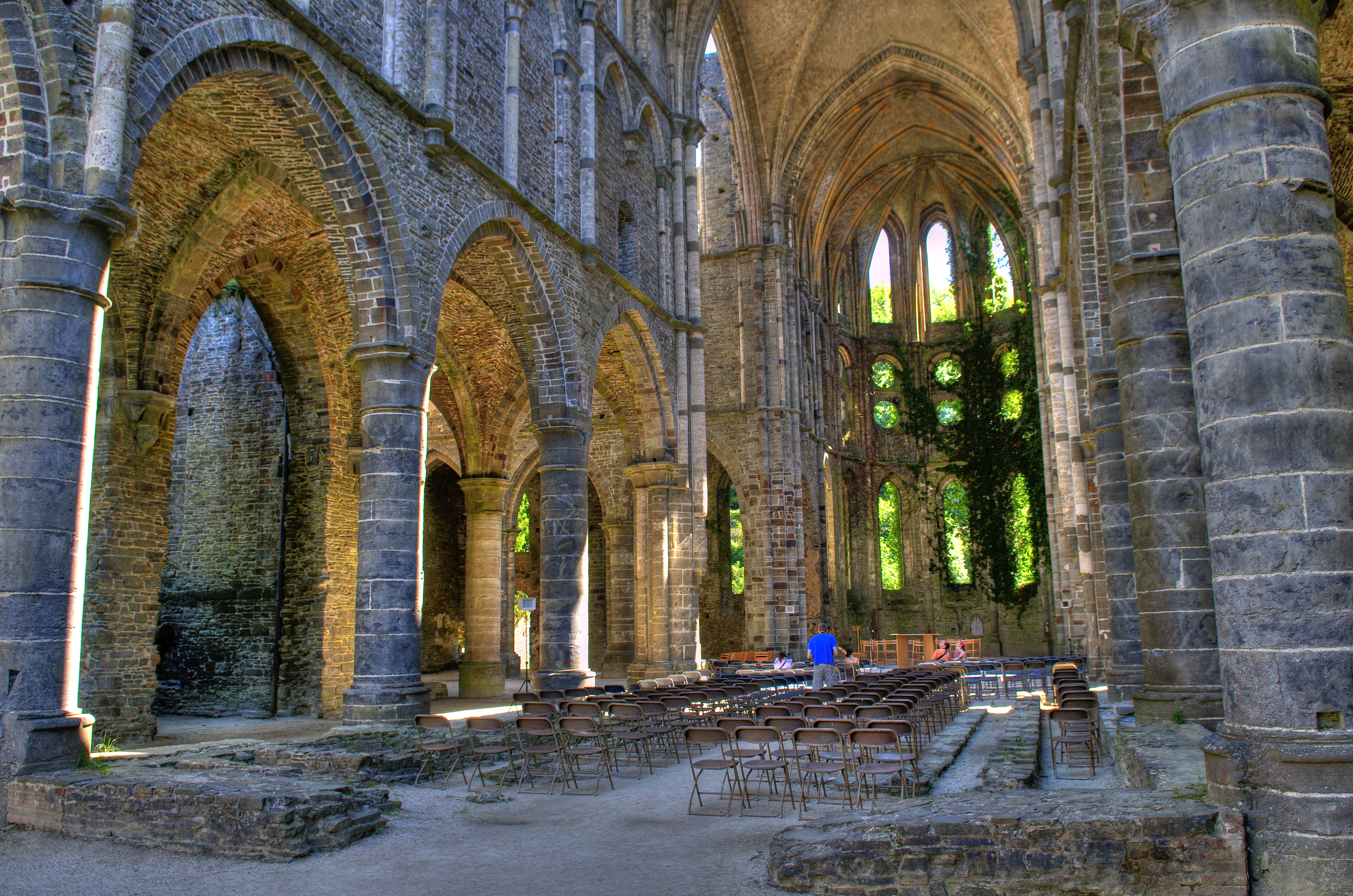
L'abbatial de Villers-la-Ville, précoce (XIIIe siècle), présente déjà beaucoup de caractéristiques du gothique mosan.
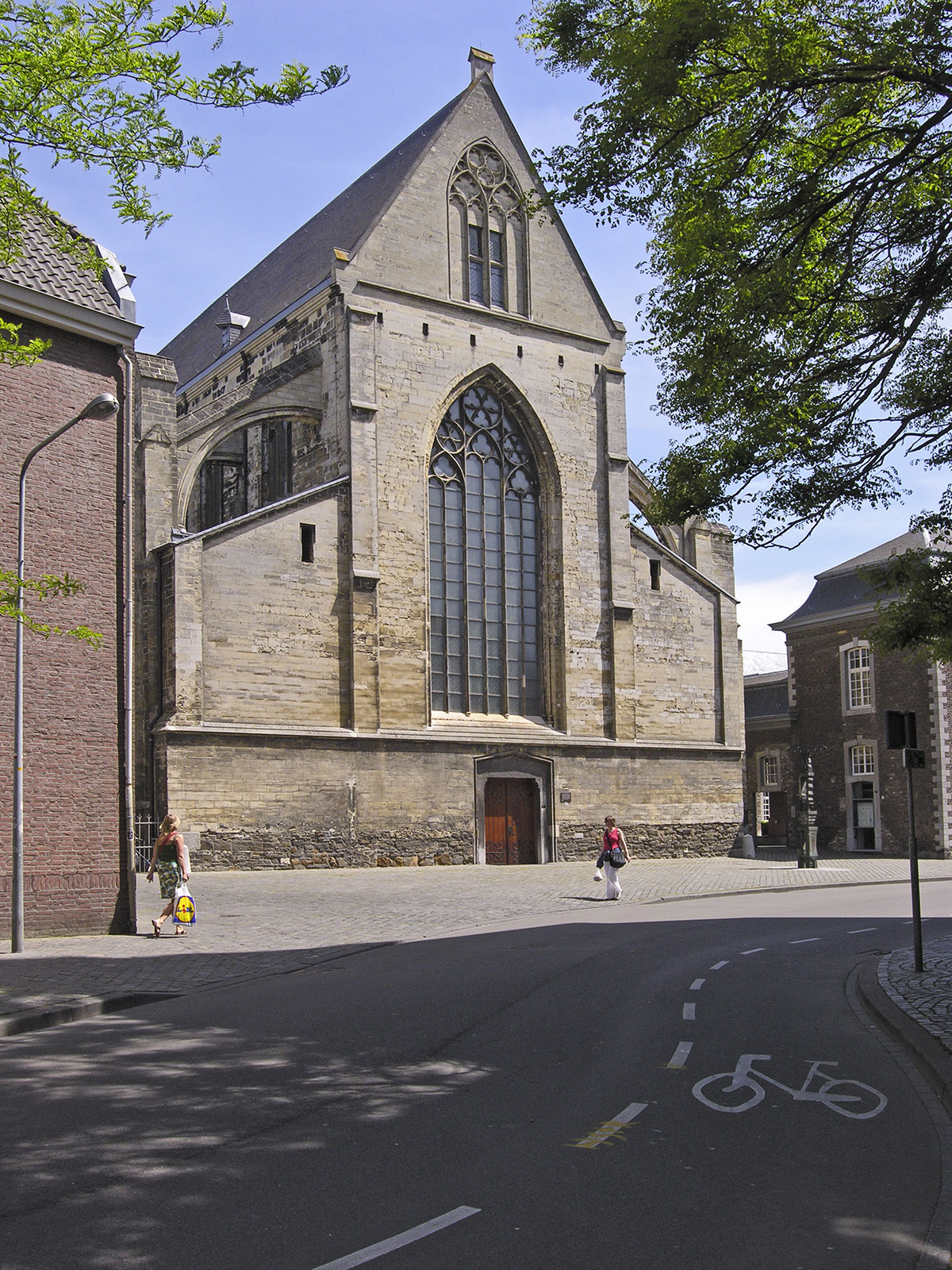
Église des frères mineurs de Maastricht.
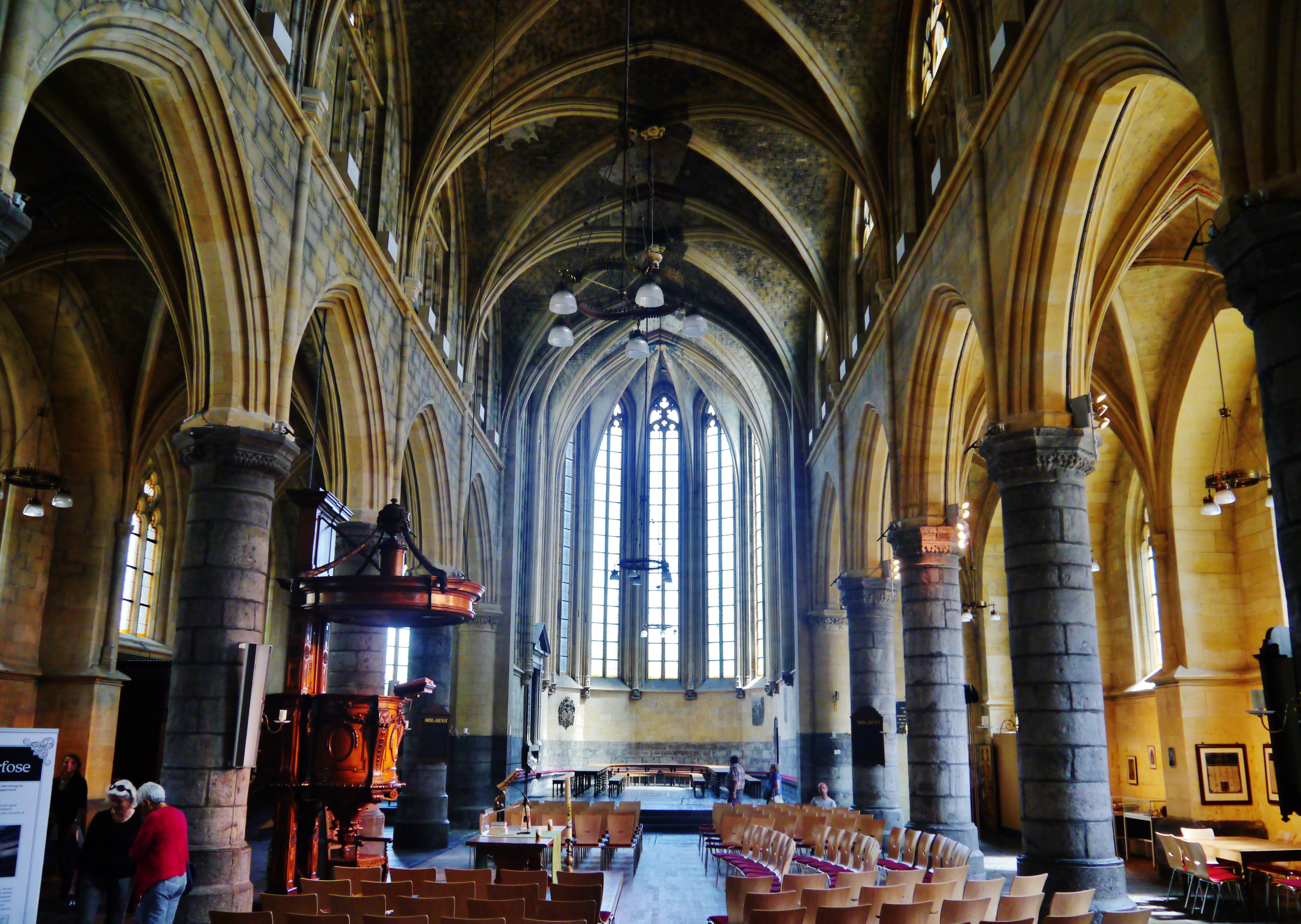
L'intérieur de l'église Saint-Jean de Maastricht est typique du gothique mosan.
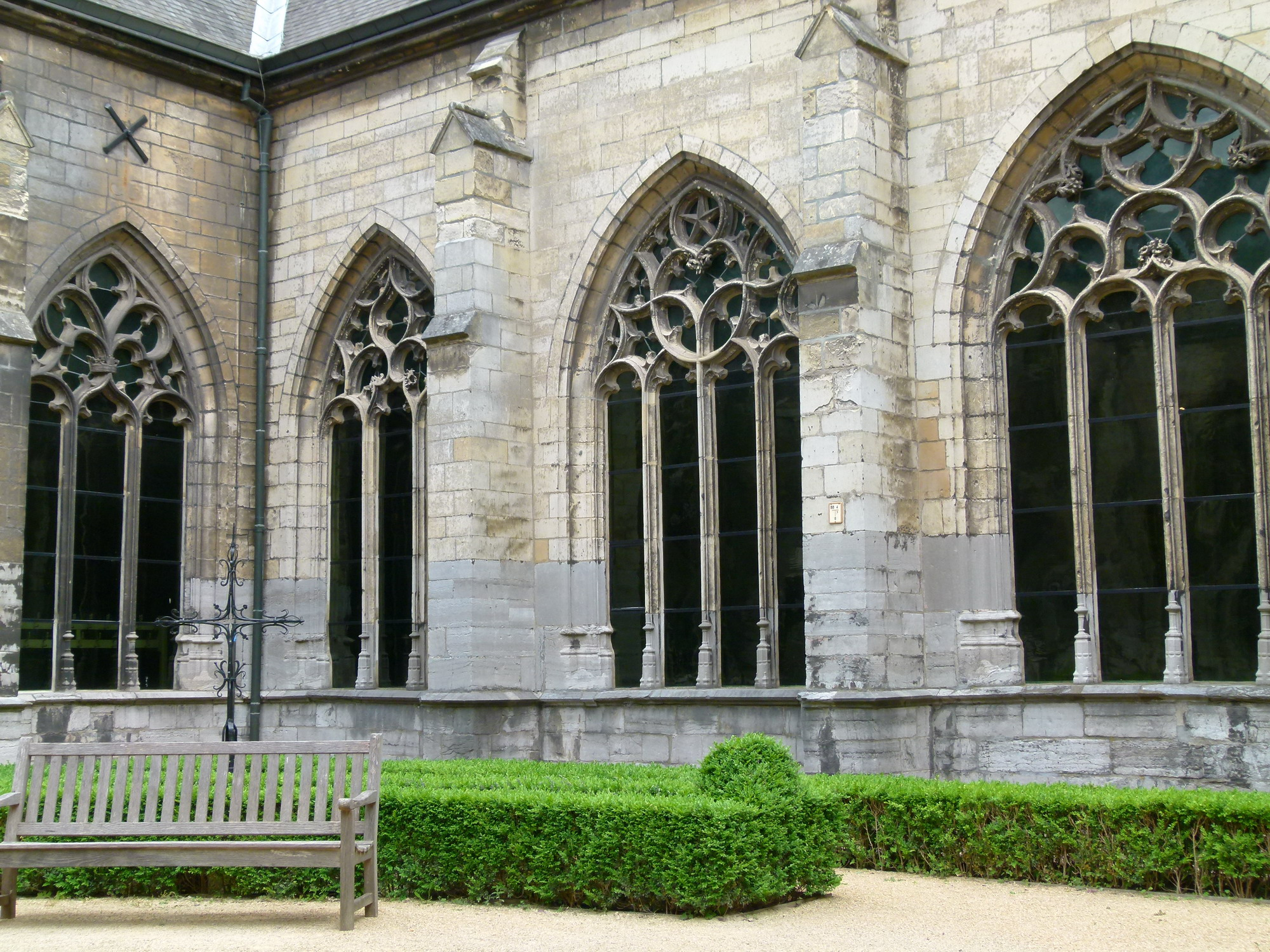
Entrée du cloître de la Basilique Notre-Dame de Maastricht.
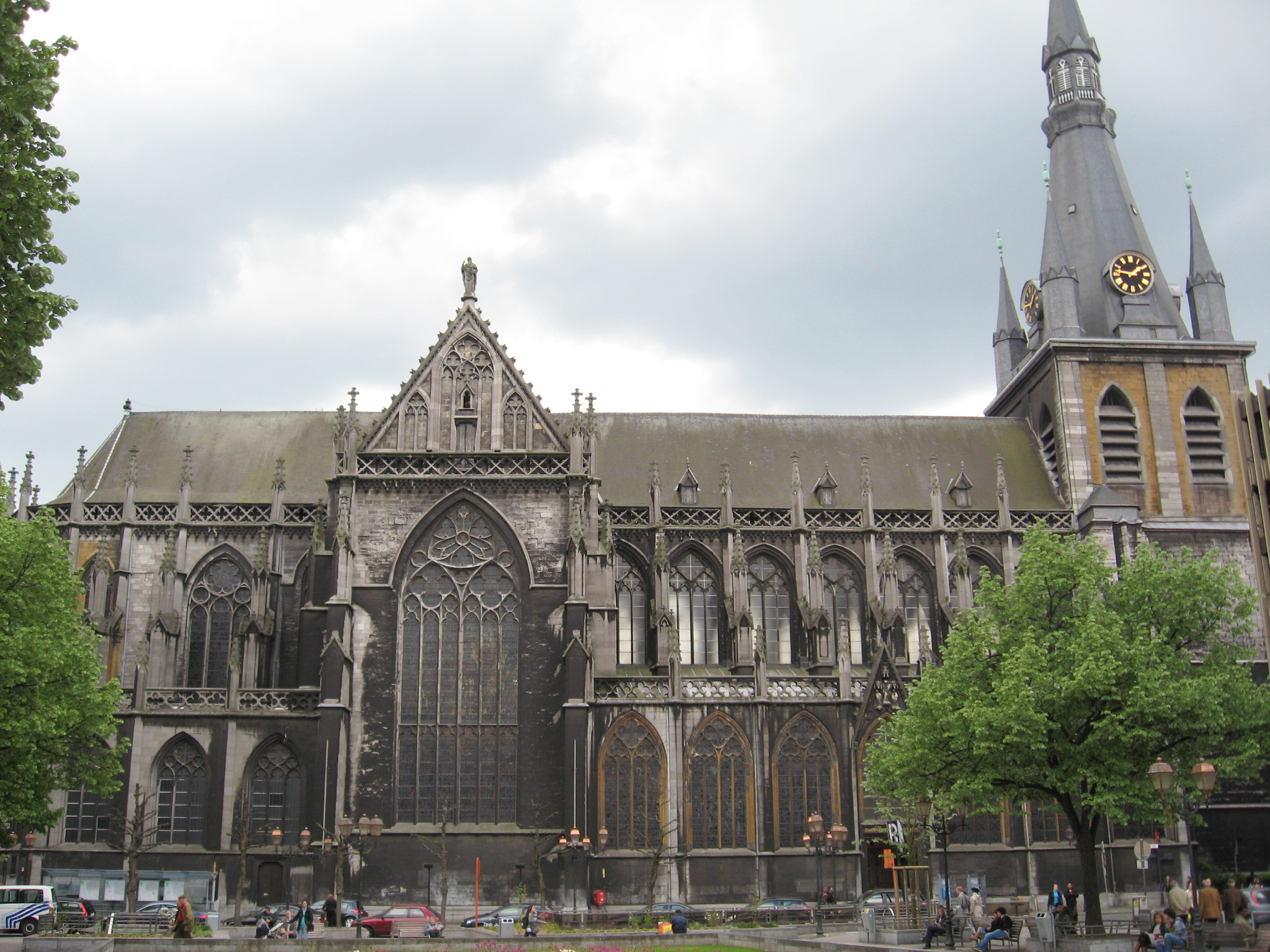
Cathédrale Saint-Paul de Liège.
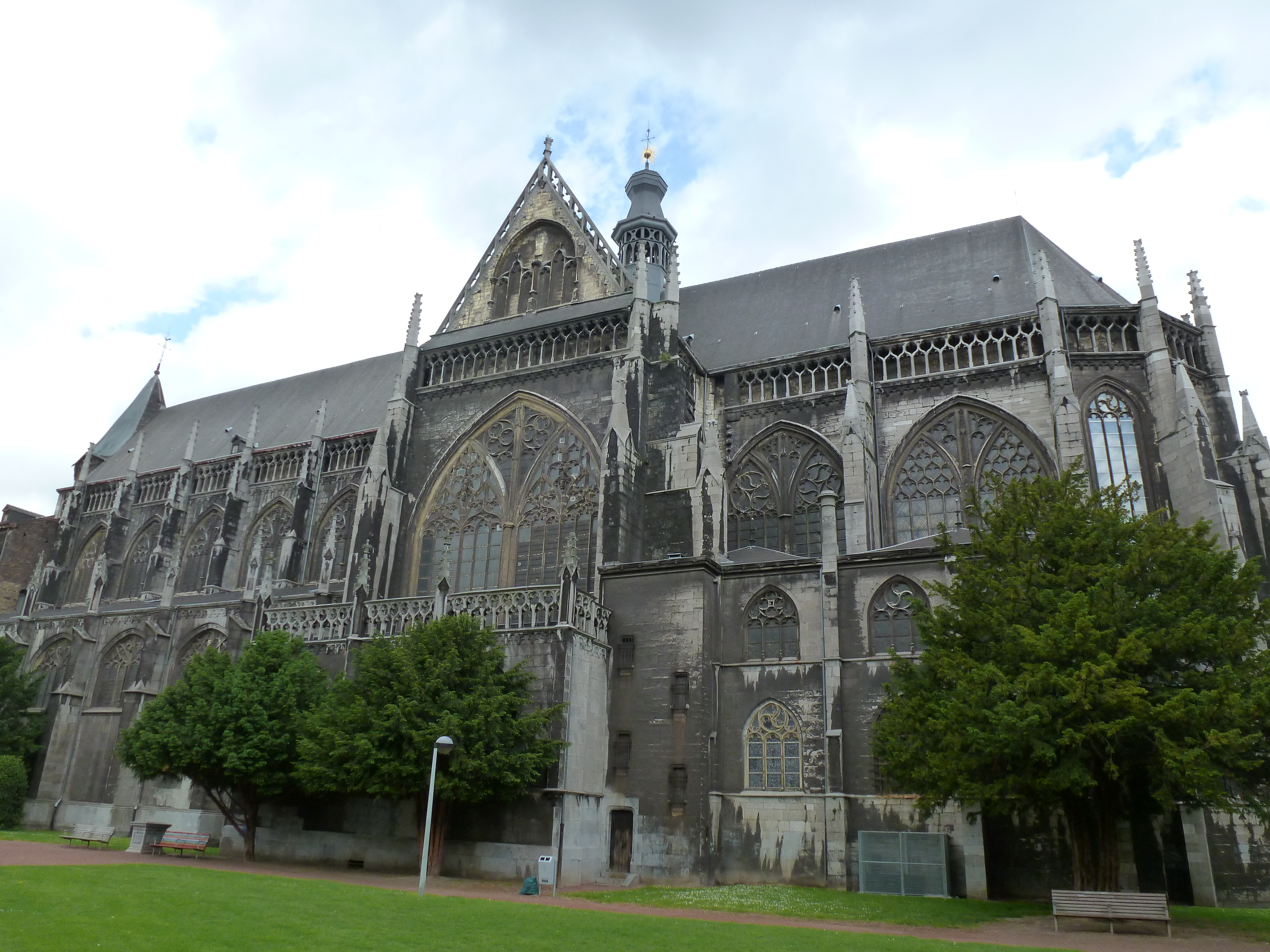
Église Saint-Jacques de Liège.
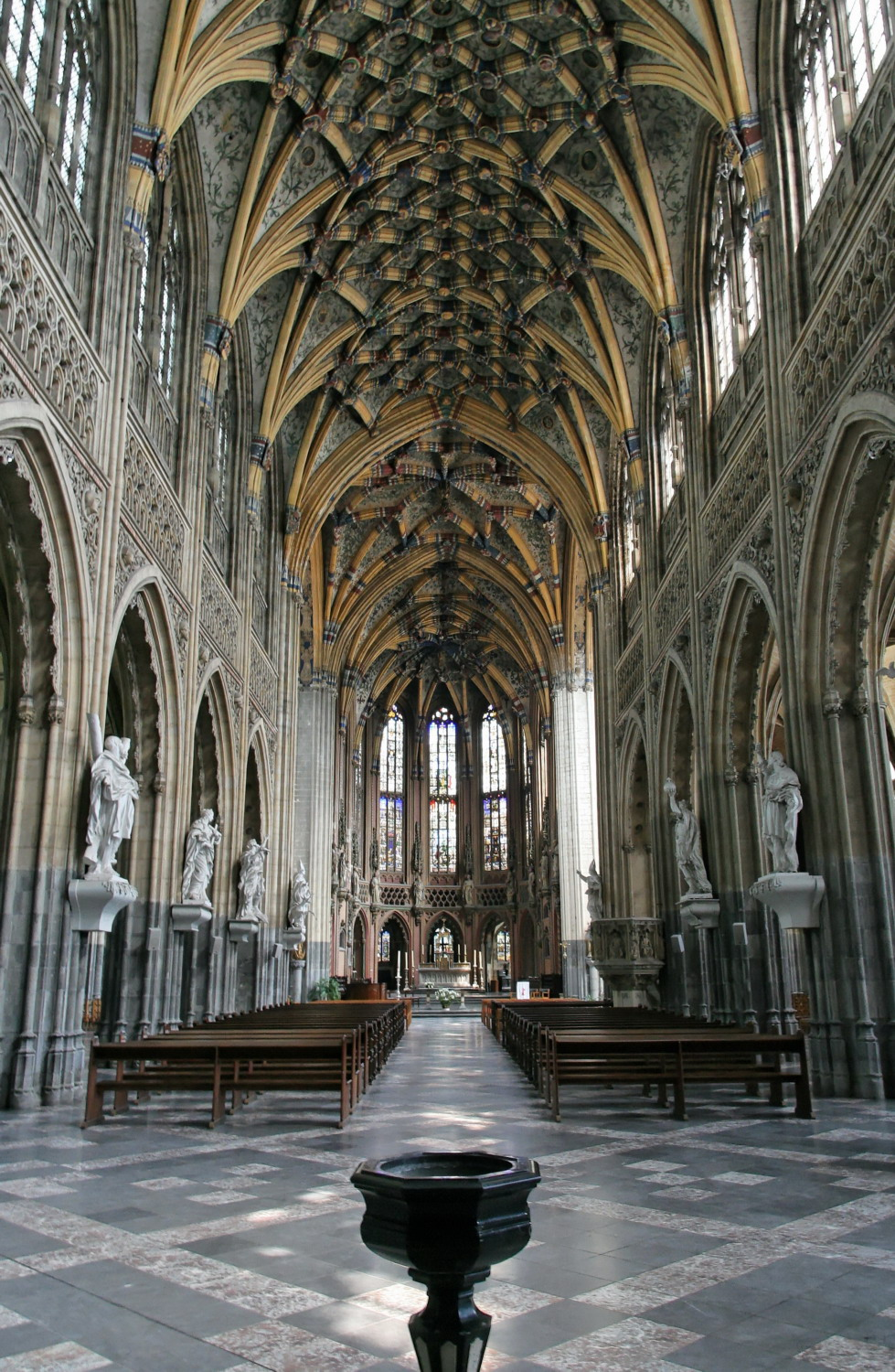
Église Saint-Jacques, intérieur.
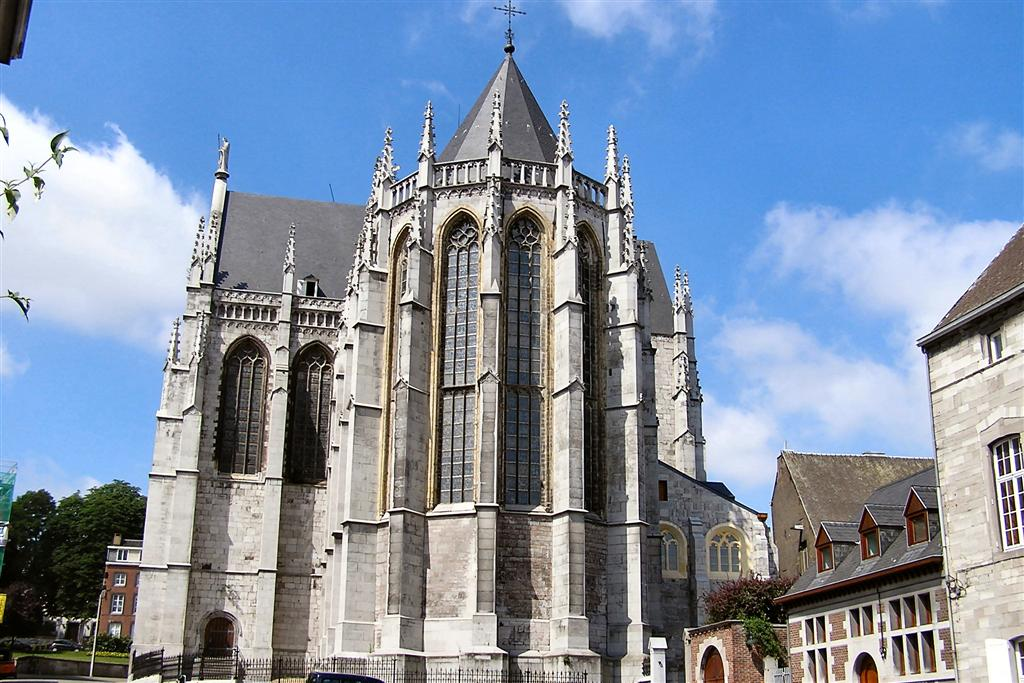
Basilique Saint-Martin de Liège.
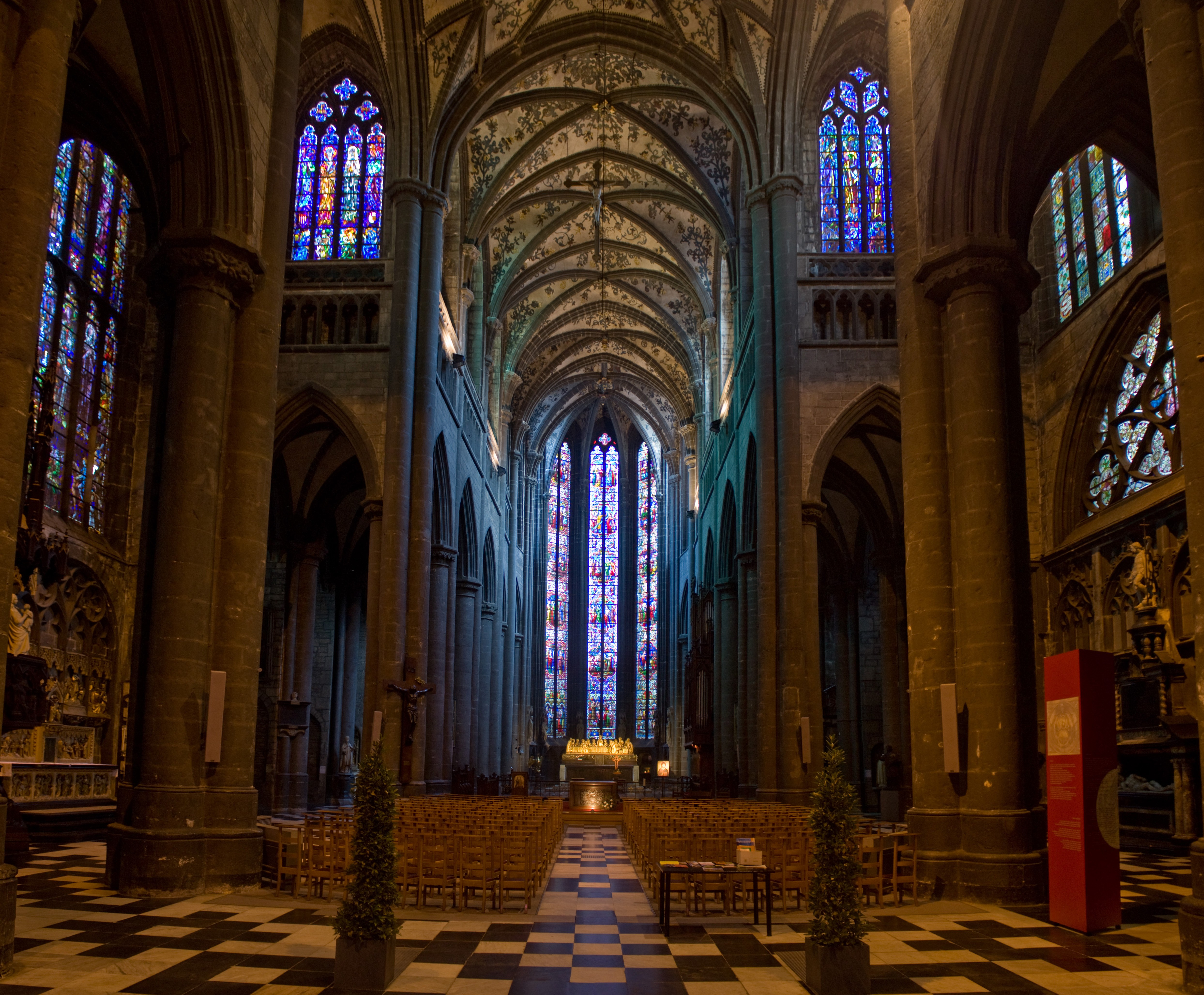
Intérieur de l'église Notre-Dame de Huy, avec ses piliers soissonnais.
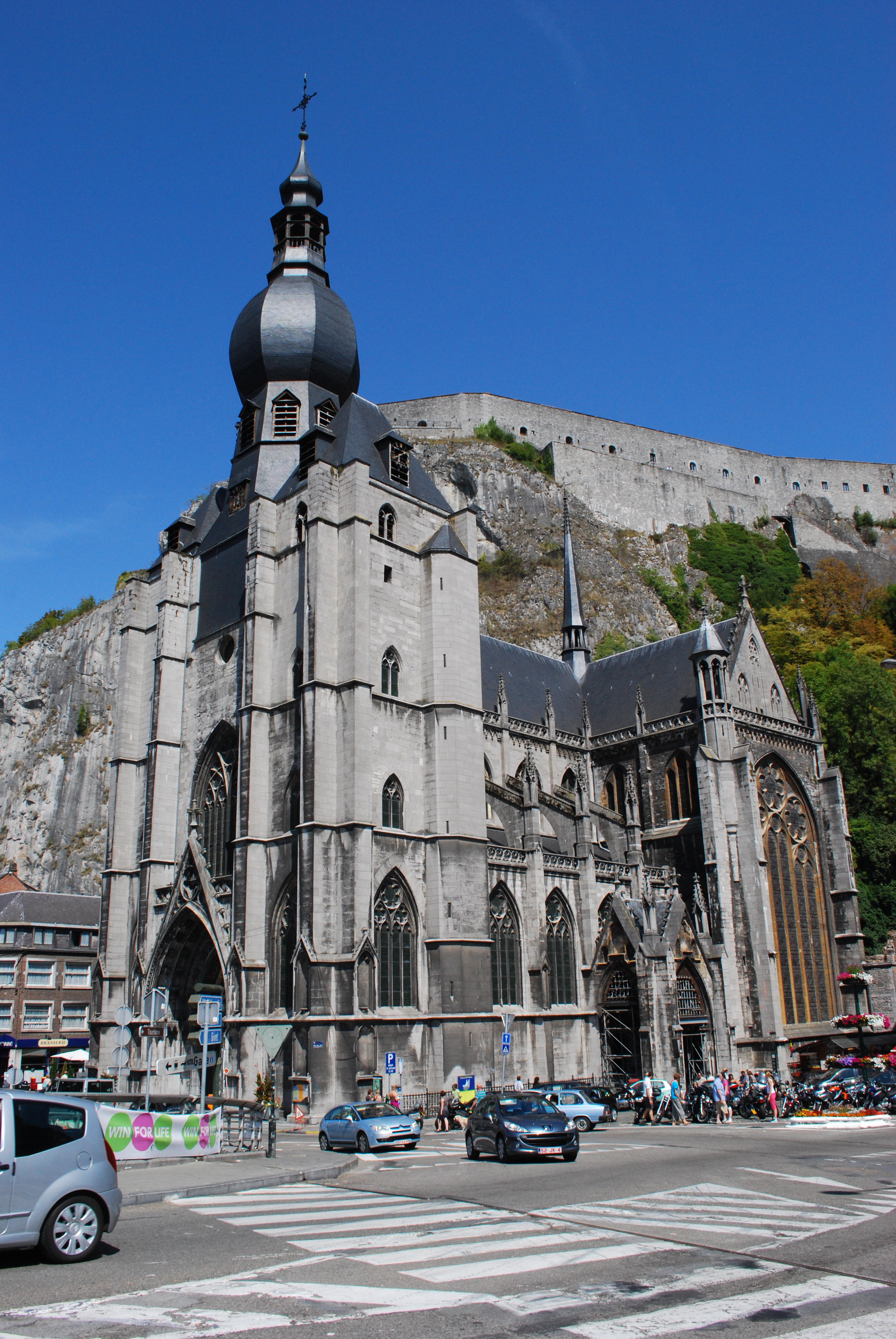
Église Notre-Dame de Dinant.
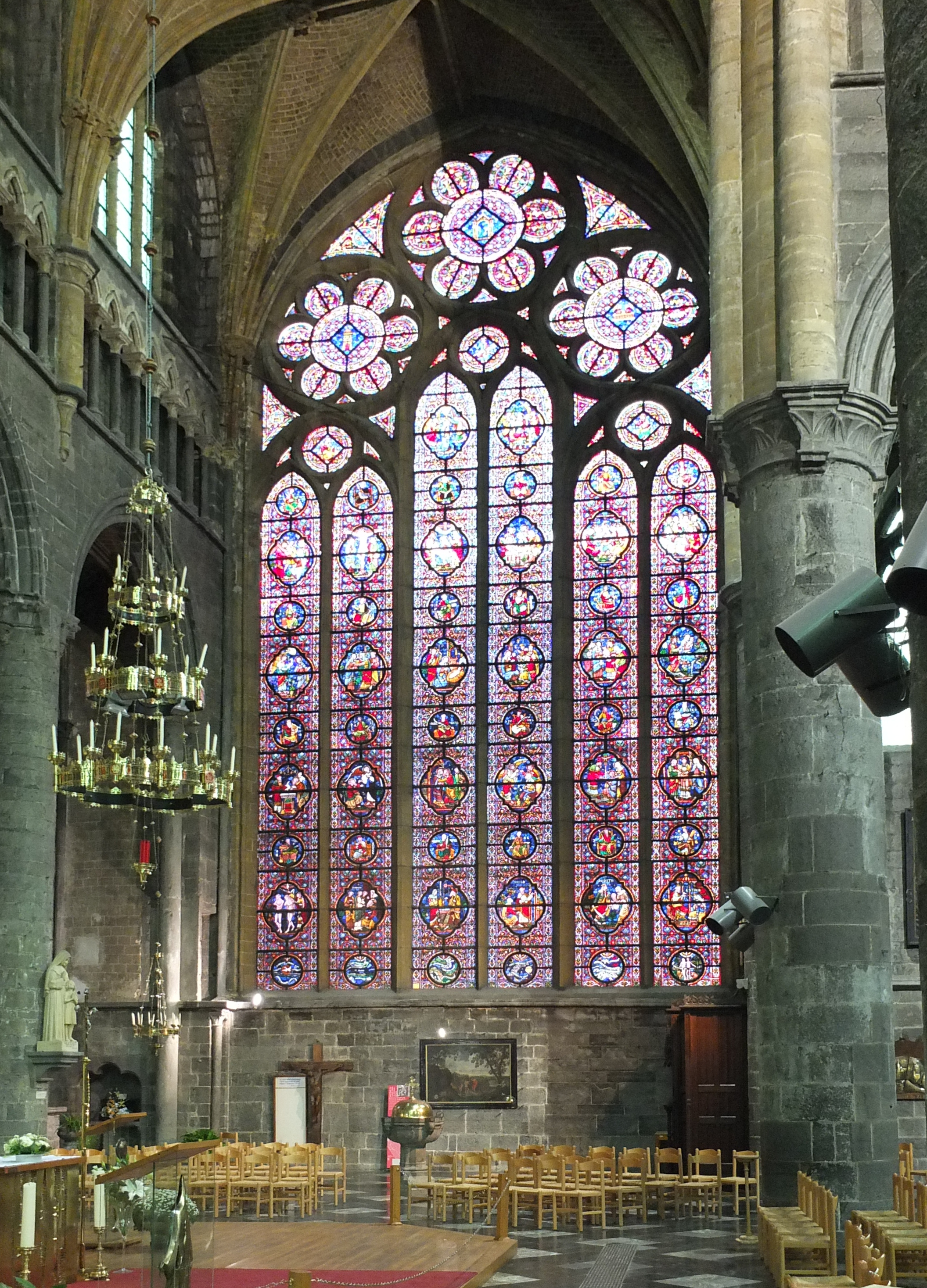
Intérieur du transept de l'église Notre-Dame de Dinant.
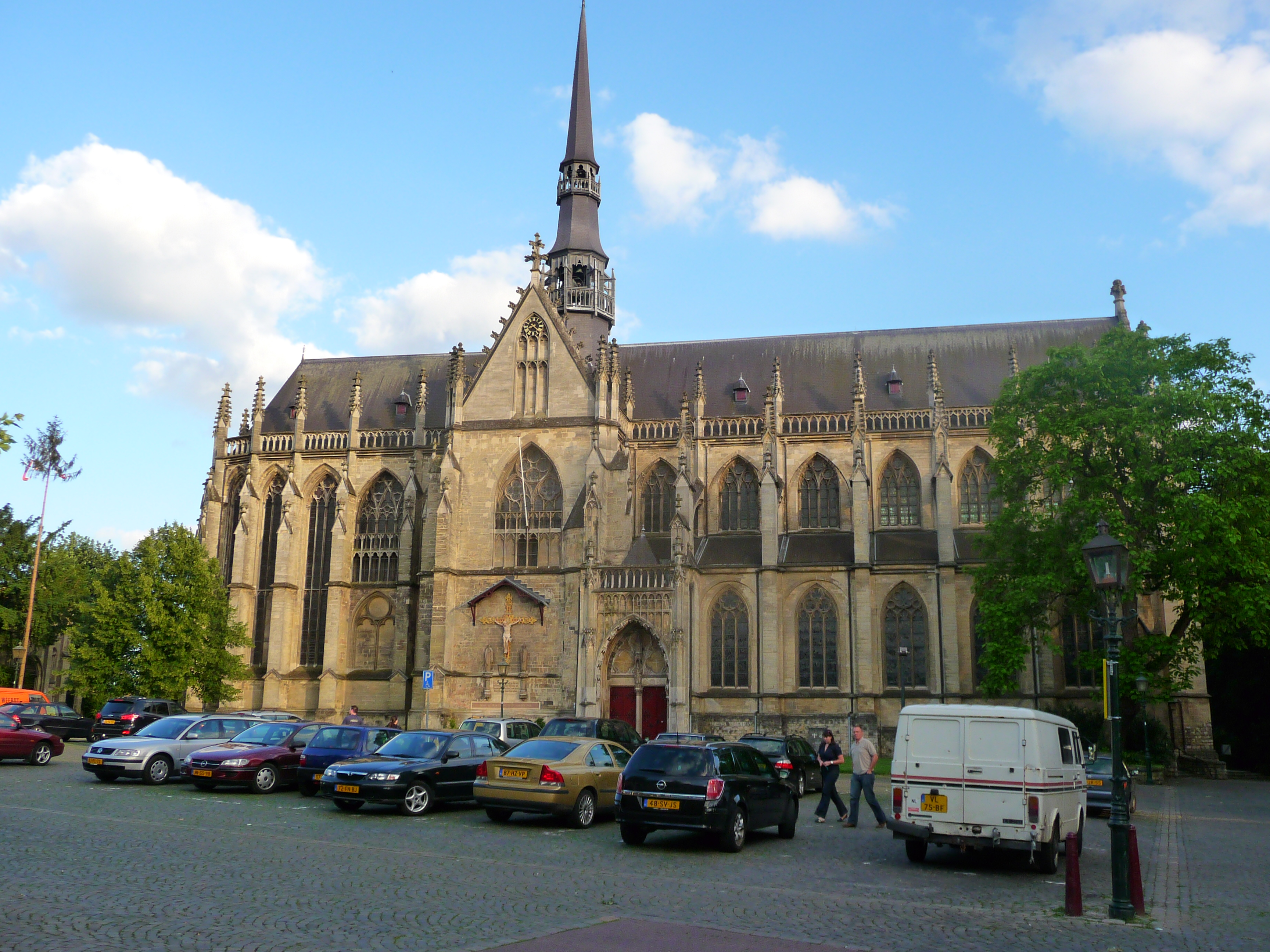
Basilique de Meerssen.
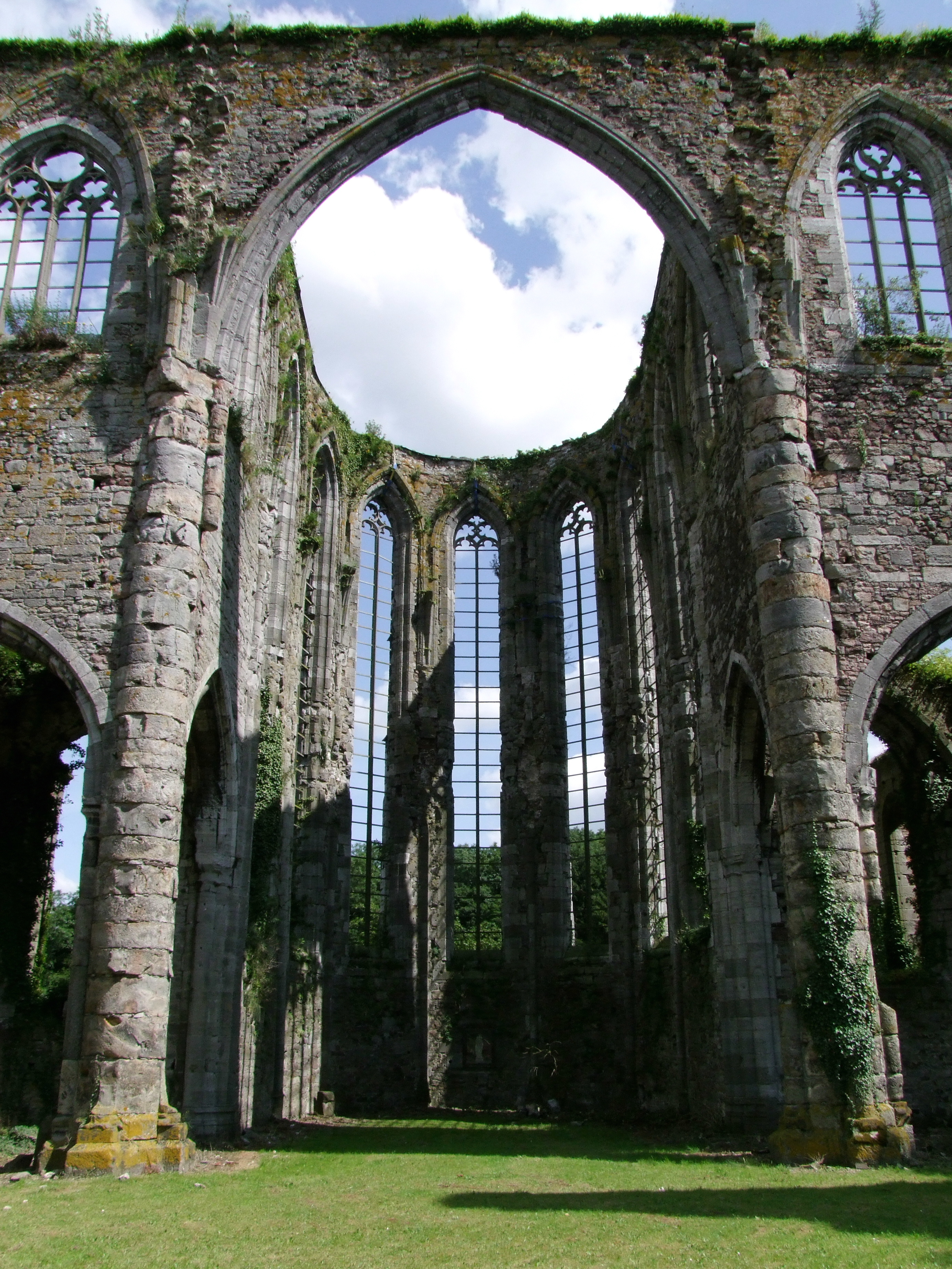
Chœur gothique mosan dans les ruines de l'abbaye d'Aulne.
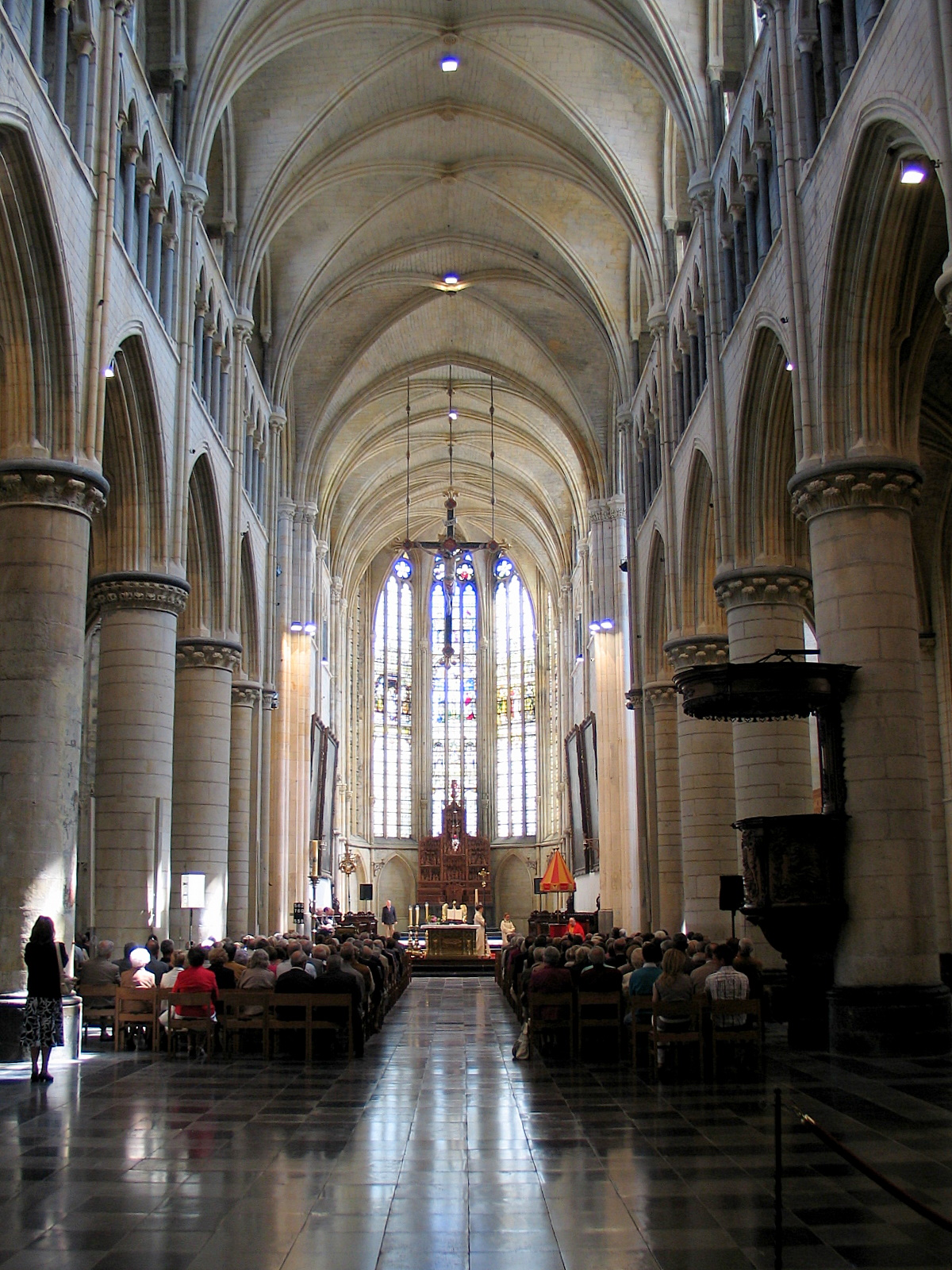
Intérieur de la basilique de Tongres. Les colonnes et leurs chapiteaux rappellent le gothique brabançon. Le chœur avec ses hautes baies est typiquement mosan.